# Die Sprechblase
Die Sprechblase ist ein deutschsprachiges Comicmagazin, das zwischen 1978 und 2007 im Norbert Hethke Verlag erschien. Nach Hethkes Tod (2007) erschien das Magazin von 2008 bis 2018 (Nummer 211–239) im Wiener Verlag Abenteuer pur!, der von Gerhard Förster und Hans Stojetz, später von Gerald Stojetz geleitet wurde. Förster, der vorher viele Jahre als Autor des Magazins tätig war, ist seit dem Verlagswechsel Chefredakteur. Seit 2019 erscheint das Magazin im Verlag bsv Hannover.
Als Vorläufer von Die Sprechblase kann Comic Börse angesehen werden, das als Verkaufsliste konzipiert war und von dem insgesamt neun Ausgaben erschienen. Der Übergang zu Die Sprechblase erfolgte mit Heft Nr. 10, das mit geänderten Namen und Konzept aufwartete. Bis Heft Nr. 27 lagen dem Magazin Verkaufslisten als lose Beilagen bei.
Schwerpunkt von Die Sprechblase sind Sekundärartikel zum Thema Comic, insbesondere zum Walter Lehning Verlag und zu Hansrudi Wäscher. Darüber hinaus erscheinen im Magazin diverse Comic-Klassiker erstmals auf Deutsch. Die Sprechblase war gleichzeitig die Hauszeitschrift des Norbert Hethke Verlags. Seit dem Verlagswechsel und dem Ende des Hethke Verlags (2007) hat das Magazin diese Funktion nicht mehr.
Nach dem Wechsel in der Chefredaktion wurde das Konzept des Heftes leicht verändert und die thematische Bandbreite erweitert. Unter dem Untertitel „Die wunderbare Welt der Comics“ wendet sich das Magazin nun verstärkt an Leser, die an Comic-Klassikern – vor allem aus dem europäischen Raum – interessiert sind. Obwohl auch weiterhin über das Thema Lehning/Wäscher berichtet wird, hat sich der thematische Schwerpunkt verschoben.
In Hintergrundartikeln und Interviews werden verschiedene Comic-Serien näher beleuchtet. Im Rezensionsteil des Heftes, der den nostalgisch-humoristischen Titel „Harry – Die bunte Nostalgie Zeitung“ trägt, werden vor allem Neupublikationen klassischer Comics besprochen. Die Sprechblase berichtet außerdem über nostalgische TV- und Romanheft-Serien.
Der Umfang des Heftes lag früher in der Regel bei ungefähr 64 bis 68 Seiten, seit dem Verlagswechsel zu Bildschriftenverlag Hannover (bsv) hat er sich auf zunächst auf ca. 80 Seiten, mittlerweile auf 100 Seiten erhöht. Während Die Sprechblase früher auch schwarzweiße Seiten enthielt, erscheint sie seit 2008 durchgängig in Farbe. Der aktuelle Verkaufspreis (August 2024) liegt bei 11,90 Euro. Angestrebt wurde beim Verlagswechsel ein dreimonatlicher Veröffentlichungsrhythmus, der allerdings nicht eingehalten werden konnte. Als Grund dafür gilt die hohe Arbeitsbelastung des Chefredakteurs Gerhard Förster, der die Sprechblase zu weiten Teilen allein gestaltet. Die Nummer 211 erschien im März 2008, die 212 im September 2008, die 213 im Dezember 2008, die 214 im Mai 2009.
Seit der Nummer 240 erscheint die Zeitschrift beim Bildschriftenverlag.
Im August 2024 teilte Förster in Der Sprechblase 249 mit, dass er mit der Jubiläumsausgabe 250, die im Sommer 2025 erschienen ist, "das Zepter abgeben" werde. Ab Ausgabe 251, die für Herbst 2025 geplant ist, sollen neue Herausgeber übernehmen.